# Ottoschmidtia microphylla
Ottoschmidtia microphylla är en måreväxtart som först beskrevs av August Heinrich Rudolf Grisebach, och fick sitt nu gällande namn av Ignatz Urban. Ottoschmidtia microphylla ingår i släktet Ottoschmidtia och familjen måreväxter.

## Underarter
Arten delas in i följande underarter:
- O. m. haitiensis
- O. m. microphylla